# Aosta
Aosta,  în franceză Aoste, este cel mai mare oraș din Valle d'Aosta în Alpii italieni, Alpii Walliser. Se află la începutul părții italiene a Tunelului Mont Blanc. Localitatea se află la distanța de 200 km de Milano, 200 km de Lyon (Franța) și la numai 180 km de Geneva (Elveția).
Aosta este o comună cu 34.270 de locuitori, capitală a regiunii Valle d'Aosta.

## Capitala
Aosta este singura capitală dintre regiunile Italiei care nu este în același timp și capitală de provincie, deoarece statutul special pentru Valle d'Aosta prevede ca funcțiile provinciei să fie împlinite în parte de organele regionale și în parte direct de comune.

## Istoria
Era locuită deja din timpurile preistorice de o o populație de cultură megalitică a fost leagănul triburilor Celto-Ligure a Salassilor. Odată sosit în această zonă împăratul August cu legionarii săi echipați pentru atacuri montane, î-a încins în anul 20 î.e.c. și a fondat cetatea cu numele de Augusta Praetoria, după anul 11 î.e.c. a devenit capitala provinciei Alpes Graies (Alpii Gri). După stăpânirea multiseculară a imperiului și după încreștinarea ei, cetatea - grație Alpilor și zidurilor sale - a reușit să evite în cea mai mare parte invaziile. Francii lui Pippin cel Scurt au venit pe aici să izgonească pe longobarzi din Italia Septemtrională. Imperiul lui Carol cel Mare a făcut să treacă pe aici Via Francigena care lega Roma cu Aachen. După anul 1888 e.c. s-a ridicat Regatul Italiei sub stăpânirea lui Arduino d'Ivrea și a lui Berengariu. Nașterea feudei Conților de Savoia cu capitala la Chambery a hotărât soarta cetății Aosta: avea să urmeze evenimentele Conteiei de Savoia până la unitatea Italiei.

## Personalități marcante
- Francesco Imberti (1882 - 1967), episcop romano-catolic al diecezei (1932 - 1945)
- Maturino Blanchet (1892 - 1974), episcop romano-catolic al diecezei (1946 - 1966)

## Demografie
Aosta - evoluția demografică

|  | Graficele sunt indisponibile din cauza unor probleme tehnice. Mai multe informații se găsesc la Phabricator și la wiki-ul MediaWiki. |

Date: Recensăminte sau birourile de statistică - grafică realizată de Wikipedia